# Groß Eilstorf
Groß Eilstorf ist ein Stadtteil von Walsrode im Landkreis Heidekreis, Niedersachsen.

## Geografie
Das Straßendorf liegt westlich des Hauptortes in der Lüneburger Heide in einer alten Auenlandschaft. Durch den Ort verläuft die Bundesstraße 209. Mit seinen sieben landwirtschaftlichen Vollerwerbsbetrieben und sechs Nebenerwerbsbetrieben ist der Ort landwirtschaftlich geprägt.
In Groß Eilstorf gibt es keine Straßenbezeichnungen, sondern nur Hausnummern, nach denen sich Einwohner, Postboten, Lieferanten und Besucher orientieren müssen.

## Geschichte
Am 1. März 1974 wurde Groß Eilstorf in die Stadt Walsrode eingegliedert.

## Politik
Ortsvorsteher ist Jan Fanghänel (Stand 09/2020).

## Kultur und Sehenswürdigkeiten
siehe auch Liste der Baudenkmale in Walsrode (Außenbezirke)#Groß Eilstorf